# Перетворення квартет чорно-білого тема (шахи)
Кварте́т чорно-бі́лого перетво́рення — тема в шаховій композиції. Суть теми — у варіантах розв'язку задачі проходить перетворення пішаків у всі можливі фігури — ферзя, туру, слона, коня, причому два перетворення проходить з боку чорних, і два перетворення збоку білих.

## Історія
Ідея розробляється з минулого століття. Для вираження ідеї в двоходівці достатньо два варіанти рішення. Після вступного ходу виникають два варіанти захисту чорних у вигляді перетворення прохідного пішака у дві різні фігури. Білі у відповідь на матуючому ході перетворюють свого пішака відповідно в кожному варіанті в певну іншу фігуру, в результаті чого проходить перетворення пішаків у всі можливі чотири фігури. Внаслідок цього ідея дістала назву — квартет чорно-білого перетворення.
|   | a | b | c | d | e | f | g | h |   |
| 8 | b7 білий пішак · g4 білий король · f3 білий пішак · f2 чорний пішак · h2 чорний король · g1 біла тура · h1 білий слон | b7 білий пішак · g4 білий король · f3 білий пішак · f2 чорний пішак · h2 чорний король · g1 біла тура · h1 білий слон | b7 білий пішак · g4 білий король · f3 білий пішак · f2 чорний пішак · h2 чорний король · g1 біла тура · h1 білий слон | b7 білий пішак · g4 білий король · f3 білий пішак · f2 чорний пішак · h2 чорний король · g1 біла тура · h1 білий слон | b7 білий пішак · g4 білий король · f3 білий пішак · f2 чорний пішак · h2 чорний король · g1 біла тура · h1 білий слон | b7 білий пішак · g4 білий король · f3 білий пішак · f2 чорний пішак · h2 чорний король · g1 біла тура · h1 білий слон | b7 білий пішак · g4 білий король · f3 білий пішак · f2 чорний пішак · h2 чорний король · g1 біла тура · h1 білий слон | b7 білий пішак · g4 білий король · f3 білий пішак · f2 чорний пішак · h2 чорний король · g1 біла тура · h1 білий слон | 8 |
| 7 | b7 білий пішак · g4 білий король · f3 білий пішак · f2 чорний пішак · h2 чорний король · g1 біла тура · h1 білий слон | b7 білий пішак · g4 білий король · f3 білий пішак · f2 чорний пішак · h2 чорний король · g1 біла тура · h1 білий слон | b7 білий пішак · g4 білий король · f3 білий пішак · f2 чорний пішак · h2 чорний король · g1 біла тура · h1 білий слон | b7 білий пішак · g4 білий король · f3 білий пішак · f2 чорний пішак · h2 чорний король · g1 біла тура · h1 білий слон | b7 білий пішак · g4 білий король · f3 білий пішак · f2 чорний пішак · h2 чорний король · g1 біла тура · h1 білий слон | b7 білий пішак · g4 білий король · f3 білий пішак · f2 чорний пішак · h2 чорний король · g1 біла тура · h1 білий слон | b7 білий пішак · g4 білий король · f3 білий пішак · f2 чорний пішак · h2 чорний король · g1 біла тура · h1 білий слон | b7 білий пішак · g4 білий король · f3 білий пішак · f2 чорний пішак · h2 чорний король · g1 біла тура · h1 білий слон | 7 |
| 6 | b7 білий пішак · g4 білий король · f3 білий пішак · f2 чорний пішак · h2 чорний король · g1 біла тура · h1 білий слон | b7 білий пішак · g4 білий король · f3 білий пішак · f2 чорний пішак · h2 чорний король · g1 біла тура · h1 білий слон | b7 білий пішак · g4 білий король · f3 білий пішак · f2 чорний пішак · h2 чорний король · g1 біла тура · h1 білий слон | b7 білий пішак · g4 білий король · f3 білий пішак · f2 чорний пішак · h2 чорний король · g1 біла тура · h1 білий слон | b7 білий пішак · g4 білий король · f3 білий пішак · f2 чорний пішак · h2 чорний король · g1 біла тура · h1 білий слон | b7 білий пішак · g4 білий король · f3 білий пішак · f2 чорний пішак · h2 чорний король · g1 біла тура · h1 білий слон | b7 білий пішак · g4 білий король · f3 білий пішак · f2 чорний пішак · h2 чорний король · g1 біла тура · h1 білий слон | b7 білий пішак · g4 білий король · f3 білий пішак · f2 чорний пішак · h2 чорний король · g1 біла тура · h1 білий слон | 6 |
| 5 | b7 білий пішак · g4 білий король · f3 білий пішак · f2 чорний пішак · h2 чорний король · g1 біла тура · h1 білий слон | b7 білий пішак · g4 білий король · f3 білий пішак · f2 чорний пішак · h2 чорний король · g1 біла тура · h1 білий слон | b7 білий пішак · g4 білий король · f3 білий пішак · f2 чорний пішак · h2 чорний король · g1 біла тура · h1 білий слон | b7 білий пішак · g4 білий король · f3 білий пішак · f2 чорний пішак · h2 чорний король · g1 біла тура · h1 білий слон | b7 білий пішак · g4 білий король · f3 білий пішак · f2 чорний пішак · h2 чорний король · g1 біла тура · h1 білий слон | b7 білий пішак · g4 білий король · f3 білий пішак · f2 чорний пішак · h2 чорний король · g1 біла тура · h1 білий слон | b7 білий пішак · g4 білий король · f3 білий пішак · f2 чорний пішак · h2 чорний король · g1 біла тура · h1 білий слон | b7 білий пішак · g4 білий король · f3 білий пішак · f2 чорний пішак · h2 чорний король · g1 біла тура · h1 білий слон | 5 |
| 4 | b7 білий пішак · g4 білий король · f3 білий пішак · f2 чорний пішак · h2 чорний король · g1 біла тура · h1 білий слон | b7 білий пішак · g4 білий король · f3 білий пішак · f2 чорний пішак · h2 чорний король · g1 біла тура · h1 білий слон | b7 білий пішак · g4 білий король · f3 білий пішак · f2 чорний пішак · h2 чорний король · g1 біла тура · h1 білий слон | b7 білий пішак · g4 білий король · f3 білий пішак · f2 чорний пішак · h2 чорний король · g1 біла тура · h1 білий слон | b7 білий пішак · g4 білий король · f3 білий пішак · f2 чорний пішак · h2 чорний король · g1 біла тура · h1 білий слон | b7 білий пішак · g4 білий король · f3 білий пішак · f2 чорний пішак · h2 чорний король · g1 біла тура · h1 білий слон | b7 білий пішак · g4 білий король · f3 білий пішак · f2 чорний пішак · h2 чорний король · g1 біла тура · h1 білий слон | b7 білий пішак · g4 білий король · f3 білий пішак · f2 чорний пішак · h2 чорний король · g1 біла тура · h1 білий слон | 4 |
| 3 | b7 білий пішак · g4 білий король · f3 білий пішак · f2 чорний пішак · h2 чорний король · g1 біла тура · h1 білий слон | b7 білий пішак · g4 білий король · f3 білий пішак · f2 чорний пішак · h2 чорний король · g1 біла тура · h1 білий слон | b7 білий пішак · g4 білий король · f3 білий пішак · f2 чорний пішак · h2 чорний король · g1 біла тура · h1 білий слон | b7 білий пішак · g4 білий король · f3 білий пішак · f2 чорний пішак · h2 чорний король · g1 біла тура · h1 білий слон | b7 білий пішак · g4 білий король · f3 білий пішак · f2 чорний пішак · h2 чорний король · g1 біла тура · h1 білий слон | b7 білий пішак · g4 білий король · f3 білий пішак · f2 чорний пішак · h2 чорний король · g1 біла тура · h1 білий слон | b7 білий пішак · g4 білий король · f3 білий пішак · f2 чорний пішак · h2 чорний король · g1 біла тура · h1 білий слон | b7 білий пішак · g4 білий король · f3 білий пішак · f2 чорний пішак · h2 чорний король · g1 біла тура · h1 білий слон | 3 |
| 2 | b7 білий пішак · g4 білий король · f3 білий пішак · f2 чорний пішак · h2 чорний король · g1 біла тура · h1 білий слон | b7 білий пішак · g4 білий король · f3 білий пішак · f2 чорний пішак · h2 чорний король · g1 біла тура · h1 білий слон | b7 білий пішак · g4 білий король · f3 білий пішак · f2 чорний пішак · h2 чорний король · g1 біла тура · h1 білий слон | b7 білий пішак · g4 білий король · f3 білий пішак · f2 чорний пішак · h2 чорний король · g1 біла тура · h1 білий слон | b7 білий пішак · g4 білий король · f3 білий пішак · f2 чорний пішак · h2 чорний король · g1 біла тура · h1 білий слон | b7 білий пішак · g4 білий король · f3 білий пішак · f2 чорний пішак · h2 чорний король · g1 біла тура · h1 білий слон | b7 білий пішак · g4 білий король · f3 білий пішак · f2 чорний пішак · h2 чорний король · g1 біла тура · h1 білий слон | b7 білий пішак · g4 білий король · f3 білий пішак · f2 чорний пішак · h2 чорний король · g1 біла тура · h1 білий слон | 2 |
| 1 | b7 білий пішак · g4 білий король · f3 білий пішак · f2 чорний пішак · h2 чорний король · g1 біла тура · h1 білий слон | b7 білий пішак · g4 білий король · f3 білий пішак · f2 чорний пішак · h2 чорний король · g1 біла тура · h1 білий слон | b7 білий пішак · g4 білий король · f3 білий пішак · f2 чорний пішак · h2 чорний король · g1 біла тура · h1 білий слон | b7 білий пішак · g4 білий король · f3 білий пішак · f2 чорний пішак · h2 чорний король · g1 біла тура · h1 білий слон | b7 білий пішак · g4 білий король · f3 білий пішак · f2 чорний пішак · h2 чорний король · g1 біла тура · h1 білий слон | b7 білий пішак · g4 білий король · f3 білий пішак · f2 чорний пішак · h2 чорний король · g1 біла тура · h1 білий слон | b7 білий пішак · g4 білий король · f3 білий пішак · f2 чорний пішак · h2 чорний король · g1 біла тура · h1 білий слон | b7 білий пішак · g4 білий король · f3 білий пішак · f2 чорний пішак · h2 чорний король · g1 біла тура · h1 білий слон | 1 |
|   | a | b | c | d | e | f | g | h |   |

1. ... b8T 2. fgL Th8#
1. f1S b8D 2. Sg3 D:g3#